# Кастильо, Яленнис
Яле́ннис Касти́льо Рами́рес (исп. Yalennis Castillo Ramírez; 21 мая 1986, Ольгин) — кубинская дзюдоистка средней и полутяжёлой весовых категорий, выступает за сборную Кубы начиная с 2004 года. Серебряная призёрка летних Олимпийских игр в Пекине, обладательница двух бронзовых медалей Панамериканских игр, двукратная чемпионка панамериканских первенств, победительница многих турниров национального и международного значения.

## Биография
Яленнис Кастильо родилась 21 мая 1986 года в городе Ольгин одноимённой провинции. Активно заниматься дзюдо начала с раннего детства, проходила подготовку под руководством тренера Рональдо Вейтиа.
Первого серьёзного успеха на взрослом международном уровне добилась в 2004 году, когда попала в основной состав кубинской национальной сборной и побывала на панамериканском чемпионате на острове Маргарита, откуда привезла награды бронзового достоинства, выигранные в полутяжёлой и абсолютной весовых категориях. Два года спустя одержала победу на панамериканском первенстве в Буэнос-Айресе, ещё через год на чемпионате мира в Рио-де-Жанейро заняла седьмое место.
В 2008 году на панамериканском чемпионате в Майами Кастильо выиграла серебряную медаль. Благодаря череде удачных выступлений удостоилась права защищать честь страны на летних Олимпийских играх 2008 года в Пекине — в полутяжёлом весе благополучно дошла до финальной стадии, в том числе в финале взяла верх над сильной кореянкой Чон Гён Ми, однако в решающем поединке потерпела поражение от представительницы КНР Ян Сюли и вынуждена была довольствоваться серебряной олимпийской медалью.
После пекинской Олимпиады Яленнис Кастильо осталась в основном составе дзюдоистской команды Кубы и продолжила принимать участие в крупнейших международных регатах. Так, в 2010 году она стала серебряной призёркой на панамериканском чемпионате в Сан-Сальвадоре, в следующем сезоне получила бронзу на Панамериканских играх в Гвадалахаре. В 2014 году добавила в послужной список ещё одну золотую медаль, выигранную в зачёте панамериканских первенств. На Панамериканских играх 2015 года вновь заняла третье место.